# Dlouhý dům
Dlouhý dům je druh dlouhé úzké obytné stavby, která byla v minulosti rozšířena v Evropě, Asii a Severní Americe. Obvykle se stavěly ze dřeva a představovaly nejstarší formu trvalé budovy v mnoha kulturách.

## Neolitický dlouhý dům

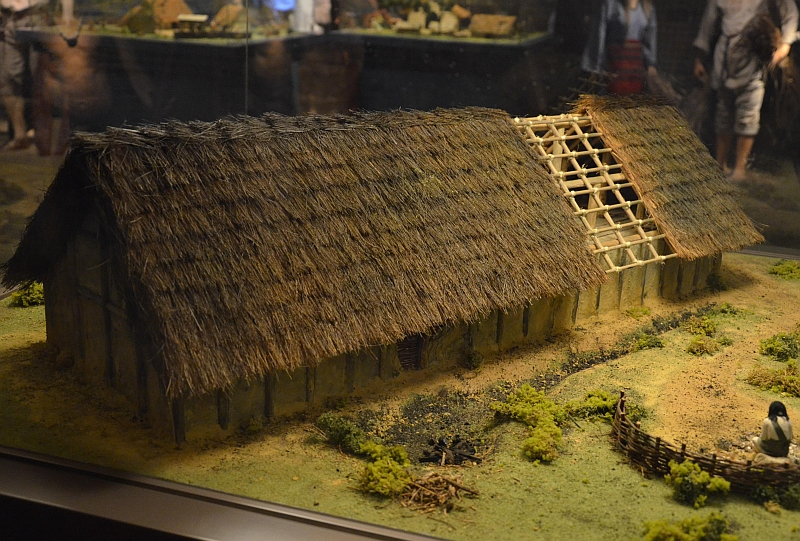
Rekonstrukce neolitického dlouhého domu v Krakově (kolem roku 5300 př. n. l.) ze tří řad dřevěných sloupů

Dlouhé domy se v Evropě poprvé objevily v neolitu, kdy je stavěli příslušníci kultury s lineární keramikou. V nejstarším období v šestém tisíciletí před naším letopočtem měly domy obdélný půdorys a kůlovou konstrukci se třemi řadami vnitřních kůlů. Nejasné je umístění podlahy. Tradičně bývá kladena přímo na úroveň terénu, ale existují i hypotézy, podle kterých byla umístěna nad terénem, a některé vnitřní sloupy tak nepodpíraly střechu ale jen podlahu. Interiér mohl být osvětlován malými okny v dřevohlinité konstrukci stěn. Sídliště tvořená dlouhými domy stávala na mírně se svažujících říčních terasách, kde vytvářely sídliště s průměrem 0,5–1 kilometr. Pozůstatky dlouhých domů se dochovaly v podobě kůlových jam a v Česku byly odkryty archeologickým výzkumem například v Bylanech nebo ve Velimi.

## Irokézský dlouhý dům

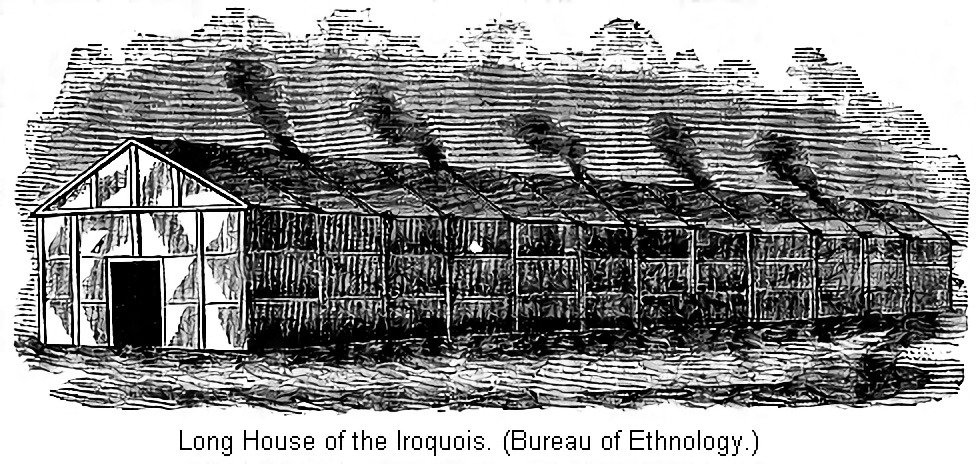
Tradiční Irokézský dlouhý dům

Irokézský dlouhý dům je tradiční obydlí některých domorodých národů Severní Ameriky, jmenovitě Irokézů (indiánské kmeny z oblasti Východních lesů), kteří sami sebe nazývají Haudenosaunee neboli lid dlouhého domu nebo Ti, co staví dlouhý dům. Podobně jako v dlouhých dřevěných obydlích indiánů severozápadního pobřeží), i zde žila velká příbuzenská skupina pohromadě a podle počtu ubytovaných rodin stavby dosahovaly délky až 50 metrů.
Dům Irokézů byl tvořen dřevěnou kostrou s oválnou střechou a celý byl pokryt překrývajícími se pláty kůry stromů – nejčastěji jilmu. Vzhledem k prostornosti poskytoval velký komfort. V jeho středu plál otevřený oheň a východ byl na obou stranách. S podobným typem obydlí se setkáme už od neolitu také v Evropě a v Asii a to díky jednoduchosti užitých stavebních principů a celkovému univerzálnímu tvaru. Podobně jako u jiných domorodých obydlí i toto mělo krom své užitné funkce zároveň svou mystickou a symbolickou rovinu. I Irokézská Liga, indiánská konfederace z 16. století, byla chápána jako soužití ve společném Dlouhém domě.